# Fritjof Hillén

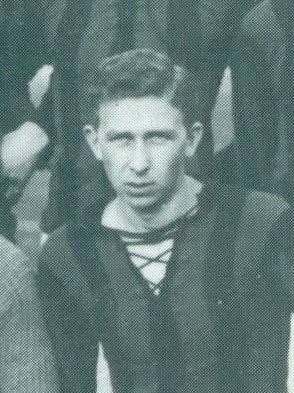
Fritjof Hillén mit GAIS, 1919.

Elof Fritjof „Fritte“ Valentin Hillén (* 19. Mai 1893 in Göteborg; † 7. November 1977 ebenda) war ein schwedischer Fußballspieler.

## Laufbahn
Hillén spielte zwischen 1919 und 1927 bei GAIS Göteborg. Mit dem Verein wurde er 1922 schwedischer Meister. 1925 und 1927 wurde er zudem mit dem Klub Erster in der Allsvenskan, der Meistertitel wurde seinerzeit jedoch nicht offiziell vergeben.
Hillén spielte 15 Mal für die schwedische Nationalmannschaft. Mit der Landesauswahl nahm er an den Olympischen Spielen 1920 und 1924 teil. 1924 gewann er mit der Mannschaft die Bronzemedaille.

## Erfolge
- Olympische Bronzemedaille: 1924
- Schwedischer Meister: 1922
- Erster der Allsvenskan: 1925, 1927